# Forêts dunaires de la Teste-de-Buch
Forêts dunaires de la Teste-de-Buch este o arie protejată (sit de importanță comunitară — SCI) din Franța întinsă pe o suprafață de 5.333 ha, integral pe uscat.

## Localizare
Centrul sitului Forêts dunaires de la Teste-de-Buch este situat la coordonatele 44°34′40″N 1°10′19″W / 44.57771°N 1.17186°V.

## Înființare
Situl Forêts dunaires de la Teste-de-Buch a fost declarat arie specială de conservare în baza directivei 92/43 din 1992 referitoare la conservarea habitatelor naturale și a faunei și florei sălbatice pentru a proteja 7 specii de animale.

## Biodiversitate
Situată în ecoregiunea atlantică, aria protejată conține 6 habitate naturale: Dune împădurite cu Pinus pinea și/sau Pinus pinaster, Pajiști uscate europene, Păduri acidofile de stejar bătrân cu Quercus robur pe câmpii nisipoase, Dune de coastă fixe cu vegetație erbacee („dune gri”), Dune fixe decalcificate atlantice (Calluno-Ulicetea), Dune împădurite din regiunile atlantică, continentală și boreală.
La baza desemnării sitului se află mai multe specii protejate:
- mamifere (3): liliac cu aripi lungi (Miniopterus schreibersii), liliacul mare cu potcoavă (Rhinolophus ferrumequinum), liliacul mic cu potcoavă (Rhinolophus hipposideros)
- nevertebrate (4): croitorul mare al stejarului (Cerambyx cerdo), Coenonympha oedippus, fluturele auriu (Euphydryas aurinia), rădașcă (Lucanus cervus)

Pe lângă speciile protejate, pe teritoriul sitului au mai fost identificate 2 specii de plante, 3 specii de păsări, 2 specii de amfibieni, 5 specii de mamifere, 3 specii de reptile.